# Harderwold Classic
De Harderwold Classic is een toernooi voor golfprofessionals. Het toernooi wordt gespeeld op Golfclub Harderwold.
De Classic maakt deel uit van het programma van de EPD Tour. In 2007 had de EDP Tour in Nederland eenmalig twee toernooien op de agenda staan, de Sybrook Classic en het Harderwold Classic op haar agenda.  
Winnaars
| Jaar | Winnaar                    | Land                | Beste Nederlander           |
| ---- | -------------------------- | ------------------- | --------------------------- |
| 2007 | Dennis Küpper              | Duitsland           | Taco Remkes 4de met -8      |
| 2008 | James Alexander Ruth (-10) | Verenigd Koninkrijk | Sander van Duijn 6de met -4 |